# Persea americana
L'avocado (Persea americana Mill.) è una specie arborea da frutto che appartiene alla famiglia delle Lauracee.

## Etimologia
La parola avocado (perlopiù invariabile in italiano) è un prestito dall'inglese avocado (plurale avocados: pronuncia [ævəˈkʰɑːdəʊ(z)] o – in inglese americano – [ɑvəˈkʰɑdoʊ(z)]), che a sua volta deriva dallo spagnolo aguacate (pronuncia [aɣwaˈkate]), probabilmente incrociatosi paretimologicamente con abogado, "avvocato":  avocado. In ultima analisi si risale al nahuatl (o azteco) āhuacatl (pronuncia [aːˈwakat͡ɬ]), parola che indica il frutto (la pianta invece si chiama āhuacacuahuitl) e che significa testicolo, per analogia riferita alla forma di quest'organo.
Nell'America Latina di lingua spagnola è anche chiamato col nome, d'origine quechua, palta.

## Descrizione

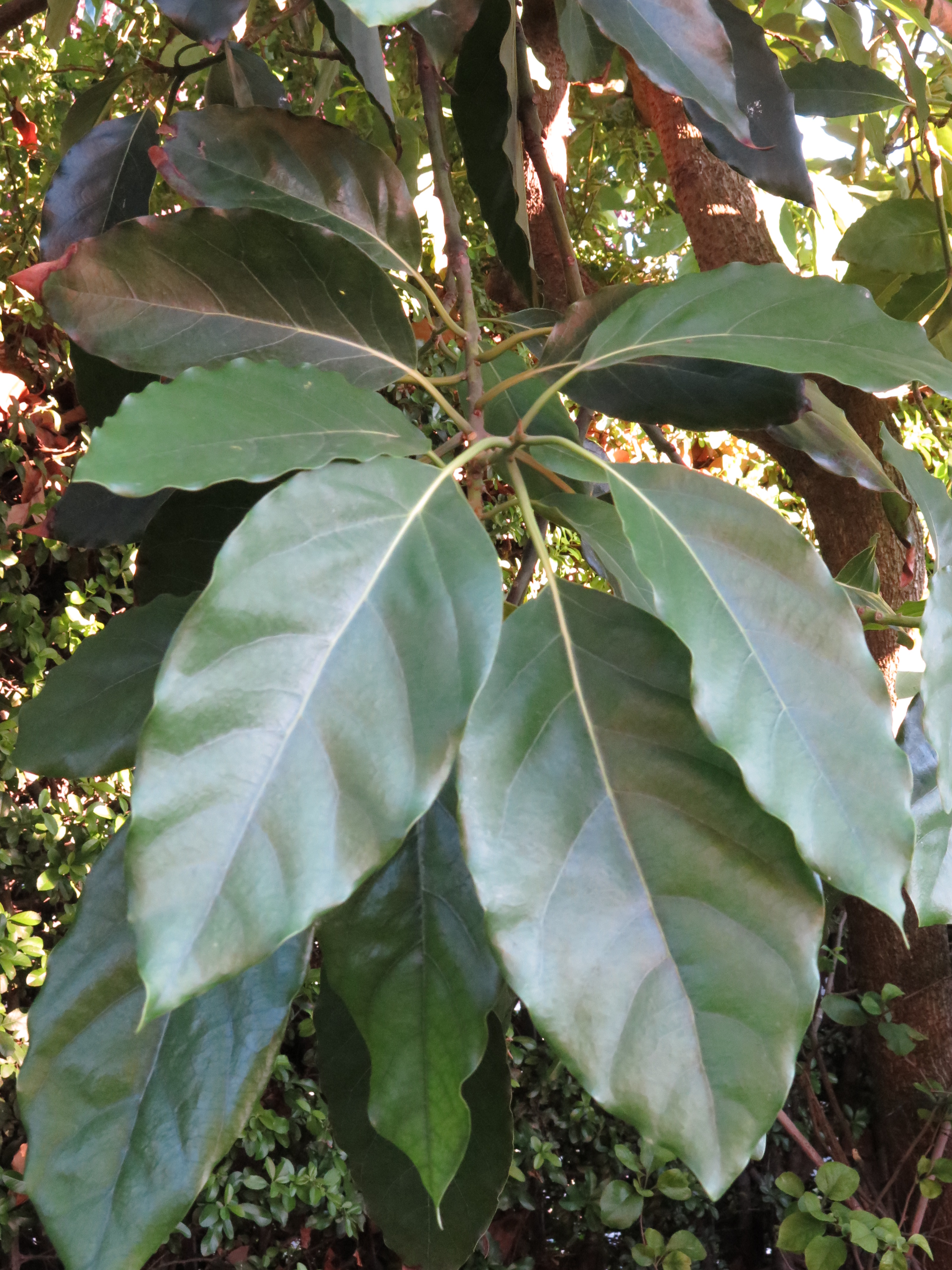
Le foglie dell'avocado

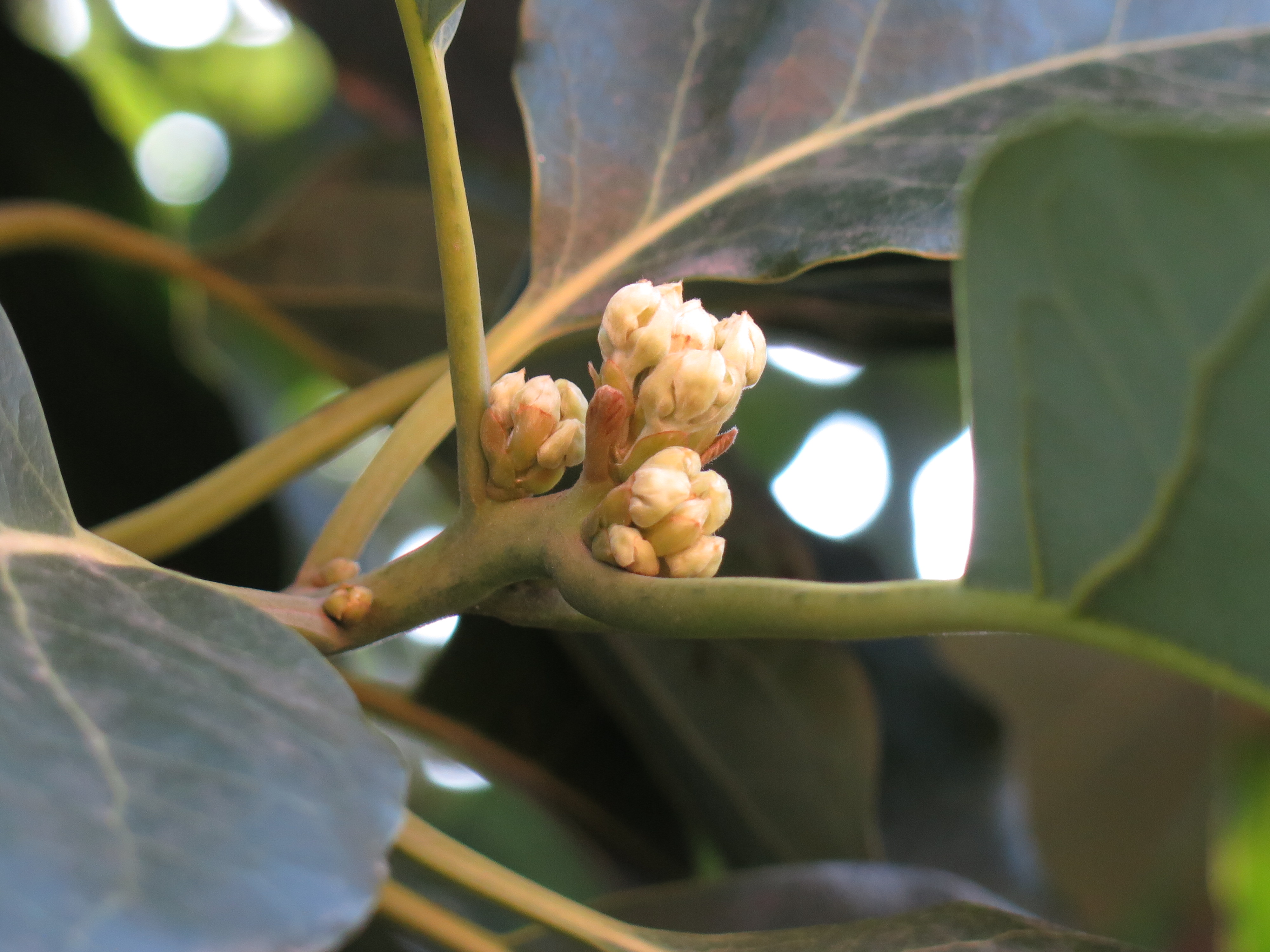
I boccioli

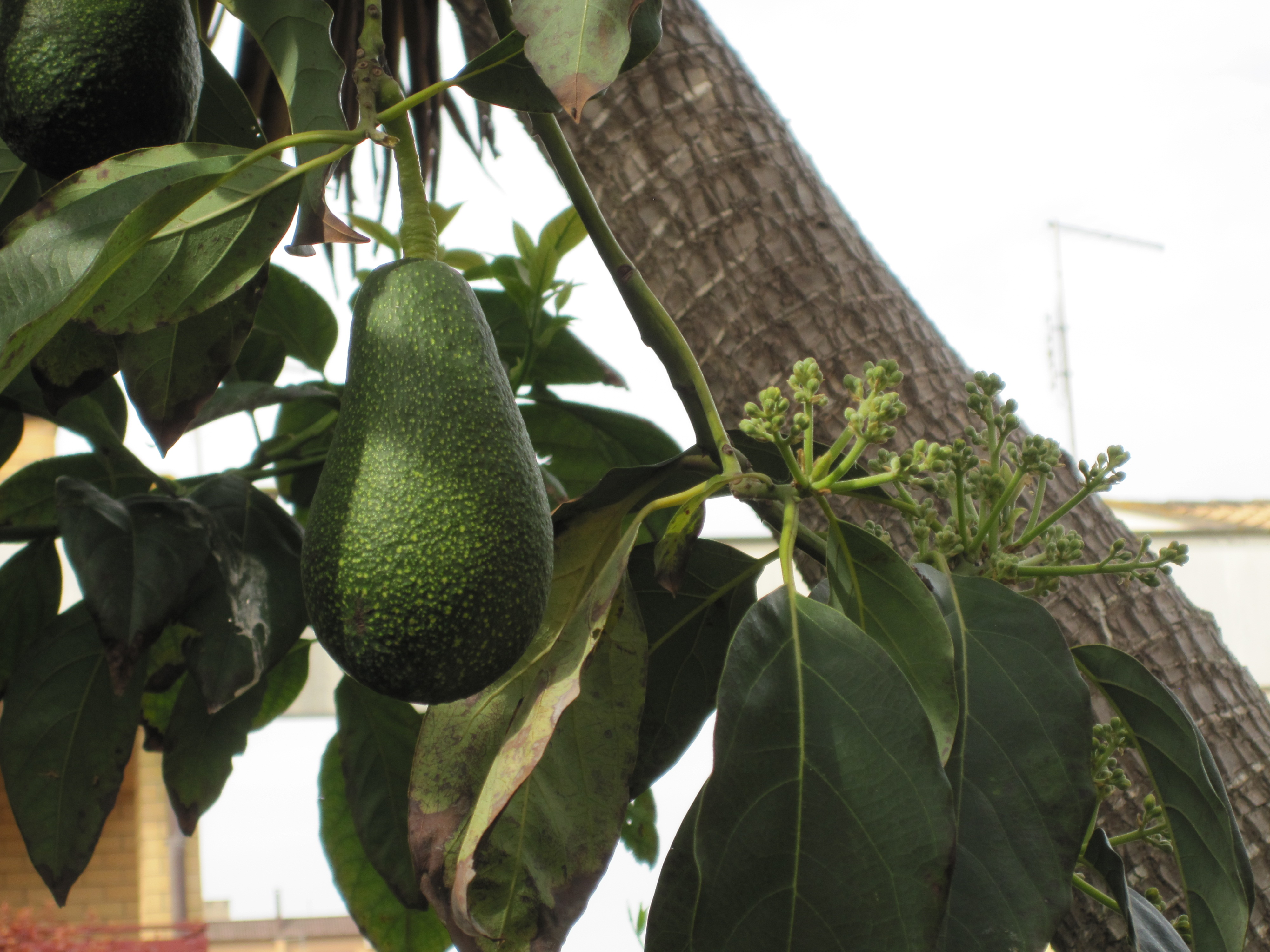
Fiori e frutti di avocado

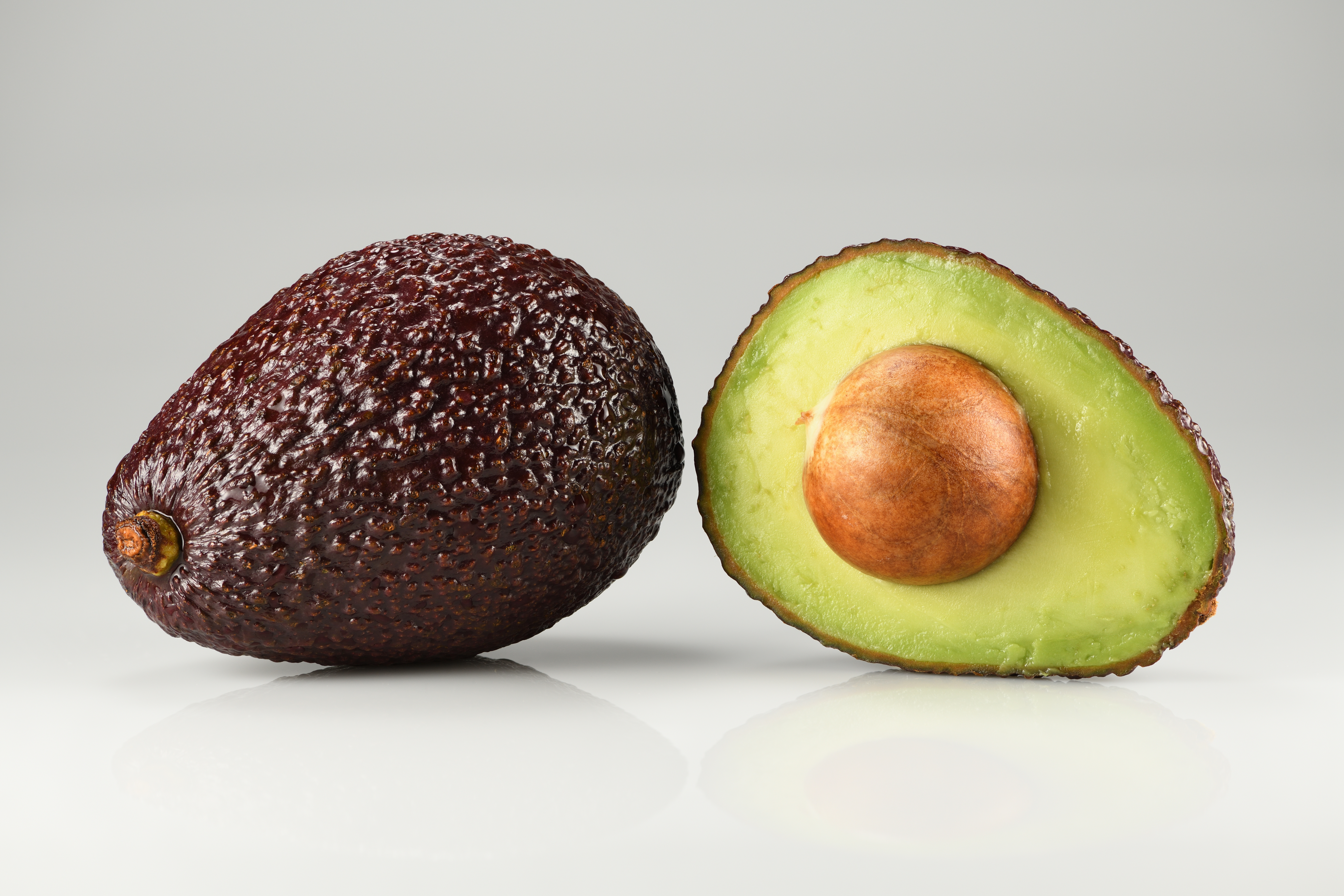
Un avocado intero e una sua sezione

L'albero è di taglia media e misura generalmente 10–15 m di altezza. La chioma è ampia e frondosa e il tronco è ricoperto di una scorza grigiastra. Le foglie persistenti, lunghe dai 12 ai 25 cm, sono semplici, ovali e di colore verde. I fiori misurano 5–10 mm. Il frutto è una drupa a forma di pera, lunga 7-20 centimetri e con un peso di circa 0,1–1 kg. Presenta un grosso seme centrale di 3–5 cm di diametro. La polpa è di colore giallo verde o giallo pallido, l'epicarpo (o buccia) può essere di colore verde o melanzana, liscio o rugoso.

## Distribuzione e habitat
L'avocado è originario di una vasta zona geografica che si estende dalle montagne centrali e occidentali del Messico, attraverso il Guatemala fino alle coste dell'oceano Pacifico nell'America centrale.

## Coltivazione
L'avocado si adatta a climi tropicali o sub-tropicali e soffre temperature inferiori ai 4 °C. I maggiori paesi produttori sono, nell'ordine, Messico, Repubblica Dominicana, Colombia, Perù, Indonesia, Kenya, Stati Uniti, Cile e Brasile. In Italia si è cominciato a coltivarlo in alcune zone della Sicilia, della Calabria, della Sardegna e della Liguria.
Essendo una specie subtropicale, gli avocado hanno bisogno di un clima senza gelo e con poco vento. I forti venti riducono l'umidità, disidratano i fiori e influiscono sull'impollinazione. Quando si verifica anche un lieve gelo, può verificarsi una caduta prematura dei frutti, sebbene la cultivar "Hass" possa tollerare temperature fino a -1 °C. Diverse varietà resistenti al freddo sono piantate nella regione di Gainesville, in Florida, che sopravvivono a temperature fino a -6,5 °C (20 °F) con solo lievi danni alle foglie. Gli alberi necessitano anche di terreni ben aerati, idealmente più di 1 m di profondità.
Secondo le informazioni pubblicate dal Water Footprint Network, occorrono in media circa 70 litri di acqua fresca di falda o di superficie, escluse le precipitazioni o l'umidità naturale nel suolo, per far crescere un avocado. Tuttavia, la quantità di acqua necessaria dipende da dove viene coltivata; ad esempio, nella principale regione di coltivazione di avocado del Cile, sono necessari circa 320 L di acqua applicata per coltivare un avocado.
L'aumento della domanda e della produzione di avocado può causare carenza d'acqua in alcune aree di produzione di avocado, come lo stato messicano di Michoacán. Gli avocado possono anche causare impatti ambientali e socioeconomici nelle principali aree di produzione, deforestazione illegale e controversie sull'acqua. Il fabbisogno idrico per la coltivazione degli avocado è tre volte superiore a quello delle mele e 18 volte superiore a quello dei pomodori.
Gli avocado possono essere propagati per seme, impiegando dai quattro ai sei anni per dare frutti, anche se in alcuni casi le piantine possono impiegare 10 anni per arrivare a produrre. È improbabile che la prole sia identica alla cultivar madre nella qualità del frutto. Le varietà di prima qualità si propagano quindi per innesto su portainnesti che si propagano per seme (portinnesti di piantine) o per margotta (portinnesti clonali). Dopo circa un anno di coltivazione in serra, i giovani portainnesti sono pronti per essere innestati. Normalmente viene utilizzato l'innesto terminale e laterale. La coltivazione dura 6-12 mesi prima che l'albero sia pronto per essere venduto.

### Produzione
| I maggiori produttori di avocado nel 2018 | I maggiori produttori di avocado nel 2018 |
| Paese                                     | Produzione (tonnellate)                   |
| ----------------------------------------- | ----------------------------------------- |
| Messico                                   | 2 184 663                                 |
| Rep. Dominicana                           | 644 306                                   |
| Perù                                      | 504 517                                   |
| Indonesia                                 | 410 094                                   |
| Colombia                                  | 326 666                                   |
| Brasile                                   | 235 788                                   |
| Kenya                                     | 233 933                                   |
| Stati Uniti                               | 168 528                                   |
| Venezuela                                 | 139 685                                   |
|                                           |                                           |

### Coltivazione e varietà
P. americana ha una grande distribuzione sul mercato mondiale e ne sono state create numerose varietà.
- Ardith: varietà coltivata sulla fascia costiera di Israele, considerato di ottima qualità, ha la polpa cremosa e la pelle rugosa, di colore verde.[8]
- Azul o negro: pelle sottile e polpa abbondante. Si produce nelle regioni di Tancítaro, Uruapan e Peribán, ma su scala minore delle varietà Hass e Méndez a causa della sua delicatezza nel trasporto a grandi distanze.[9]
- Bacón: originaria della California. Pelle fina e verde brillante.
- Carmero: originaria della regione di El Carmen de Bolívar, Colombia. Pelle verde scuro quando molto matura, liscia, si separa facilmente dalla polpa, la quale è cremosa e senza fibre.
- Criollo:  originaria del Messico e Centroamerica. Varietà originale non selezionata. Pelle commestibile molto sottile e scura quando maturo
- Edranol: originaria del Guatemala. Pelle fina, rugosa e verde scuro quando matura.[10]
- Ettinger: pelle sottile, fine e brillante. Uno dei produttori principali è Israele, dove rappresenta il 25%-30% delle piantagioni.
- Fuerte: originaria del Messico e Centroamerica. Pelle con asperità, si separa facilmente dalla polpa.
- Hass: originaria della California. Pelle spessa, rugosa, si pela con facilità e presenta un colore scuro quando matura. La polpa è cremosa e senza fibre.
- Méndez: originaria del Messico. Varietà originale. Pelle spessa e rugosa, colore verde scuro quando maturo. La polpa è cremosa e senza fibre. Il nome proviene al suo creatore Carlos Méndez Vega.
- Negra de la Cruz: nota anche come Prada o Vicencio. Originaria del villaggio di Olmué, nella regione di Valparaíso, in Cile, per ibridazione naturale nella quale può aver avuto un'influenza la varietà messicana leucaria. La pelle è color rosso scuro o nera.
- Pahua o palto: pelle spessa e polpa dall'aspetto grasso.
- Sharwil (Kona Sharwil): originaria delle isole Hawaii, ne rappresenta la principale produzione di avocado, ma che non può venir esportata sul continente a causa di restrizioni dettata dal USDA.[11] L'albero ha piccole dimensioni, mentre il frutto è dalla pelle verde scura e spessa.
- Torres: varietà originata per ibridazione e selezione a Famaillá, in Argentina.[12]

## Usi
Pur non essendo ricco in zuccheri, l'avocado è un frutto altamente calorico (fornisce oltre 2 kcal/g) in quanto ricco di grassi come gli omega-3. Alcuni lavori scientifici indicano che l'avocado è un frutto ipocolesterolemizzante. L'avocado inoltre fa bene alla gola. Infatti, le sue proprietà grasse ne sciolgono le placche. Contiene inoltre beta-carotene, vitamine C, E, e K, glutatione, folati, e potassio (in concentrazione maggiore rispetto alle banane) . Grazie alla sua consistenza ed elevata quantità di grassi vegetali, può essere un sostituto del burro anche nella pasticceria vegana. La credenza che l'avocado, il cui nome deriva dalla sua forma a testicolo, fosse un frutto afrodisiaco non è supportata da evidenze scientifiche. L’olio di avocado trova applicazione sia in campo cosmetico sia alimentare. La polpa del frutto è ideale per preparare alcuni piatti, fra cui insalate, toast, e panini. È inoltre l'ingrediente principale del guacamole, un condimento diffuso nelle cucine centroamericane.

## Tossicità
L'avocado contiene una particolare tossina che prende il nome di persina la quale si ritrova sull'intera pianta, inclusi frutti, foglie, corteccia e semi. È ampiamente documentato che il consumo alimentare di avocado può provocare gravi intossicazioni o avvelenamenti con esito letale in numerose specie animali, come uccelli, gatti, cani, animali da allevamento, cavalli, ratti e altri. La tossicità e la dose letale variano grandemente in funzione della specie animale e della quantità di avocado assunta. Animali come gli uccelli risultano, ad esempio, particolarmente sensibili già a piccole dosi. In ogni caso, un trattamento intempestivo dell'avvelenamento da avocado può avere esito letale.
Attualmente non sono disponibili informazioni sufficienti circa la tossicità dell'avocado sull'essere umano, seppure sia stato dimostrato come alcune sostanze contenute nell'avocado possiedono effetti genotossici su cellule umane.